# رایدر اسکای
رایدر اسکای (انگلیسی: Ryder Skye؛ زاده ۱۳ اکتبر ۱۹۷۸) یک بازیگر پورنوگرافی اهل ایالات متحده آمریکا است.